# إنجيبورغ
إنجيبورغ هي مقدمة تلفزيونية ومغنية بلجيكية، ولدت في 15 أكتوبر 1966 في Menen ‏ في بلجيكا.

## وصلات خارجية
- الموقع الرسمي
- إنجيبورغ على موقع IMDb (الإنجليزية)
- إنجيبورغ على موقع ميوزك برينز (الإنجليزية)
- إنجيبورغ على موقع ديسكوغز (الإنجليزية)